# Samsung Galaxy Z Flip
Samsung Galaxy Z Flip – składany smartfon z serii Galaxy. Jest to drugi tego typu smartfon wydany przez południowokoreańską firmę Samsung. W odróżnieniu do pierwszego składanego telefonu Samsunga Galaxy Fold, ten posiada szklany ekran. Producent przewiduje, że telefon może być złożony przynajmniej 200 000 razy. Premiera telefonu odbyła się 14 lutego 2020.